# Поян
Поян (рум. Poian) — село у повіті Ковасна в Румунії. Адміністративний центр комуни Поян.
Село розташоване на відстані 181 км на північ від Бухареста, 36 км на північний схід від Сфинту-Георге, 62 км на північний схід від Брашова.

## Населення
За даними перепису населення 2002 року у селі проживали 1317 осіб.
Національний склад населення села:
| Національність | Кількість осіб | Відсоток |
| -------------- | -------------- | -------- |
| угорці         | 1309           | 99,4%    |
| румуни         | 8              | 0,6%     |

Рідною мовою назвали:
| Мова      | Кількість осіб | Відсоток |
| --------- | -------------- | -------- |
| угорська  | 1308           | 99,3%    |
| румунська | 9              | 0,7%     |